# Communistische Partij van Bangladesh
De Communistische Partij van Bangladesh (Bengaals:বাংলাদেশের কমিউনিস্ট পার্টি) is een marxistisch-leninistische politieke partij in Bangladesh, opgericht in 1968 als de Communistische partij van Oost-Pakistan.